# Svinstian
Svinstian (originaltitel: Porcile) är en italiensk-fransk dramafilm från 1969 i regi av Pier Paolo Pasolini.

## Rollista i urval
- Pierre Clémenti - ung kannibal
- Jean-Pierre Léaud - Julian Klotz
- Alberto Lionello - Mr. Klotz
- Ugo Tognazzi - Herdhitze
- Anne Wiazemsky - Ida
- Margarita Lozano - Madame Klotz
- Marco Ferreri - Hans Guenther
- Franco Citti - Cannibal
- Ninetto Davoli - Maracchione